# Tempoturbo

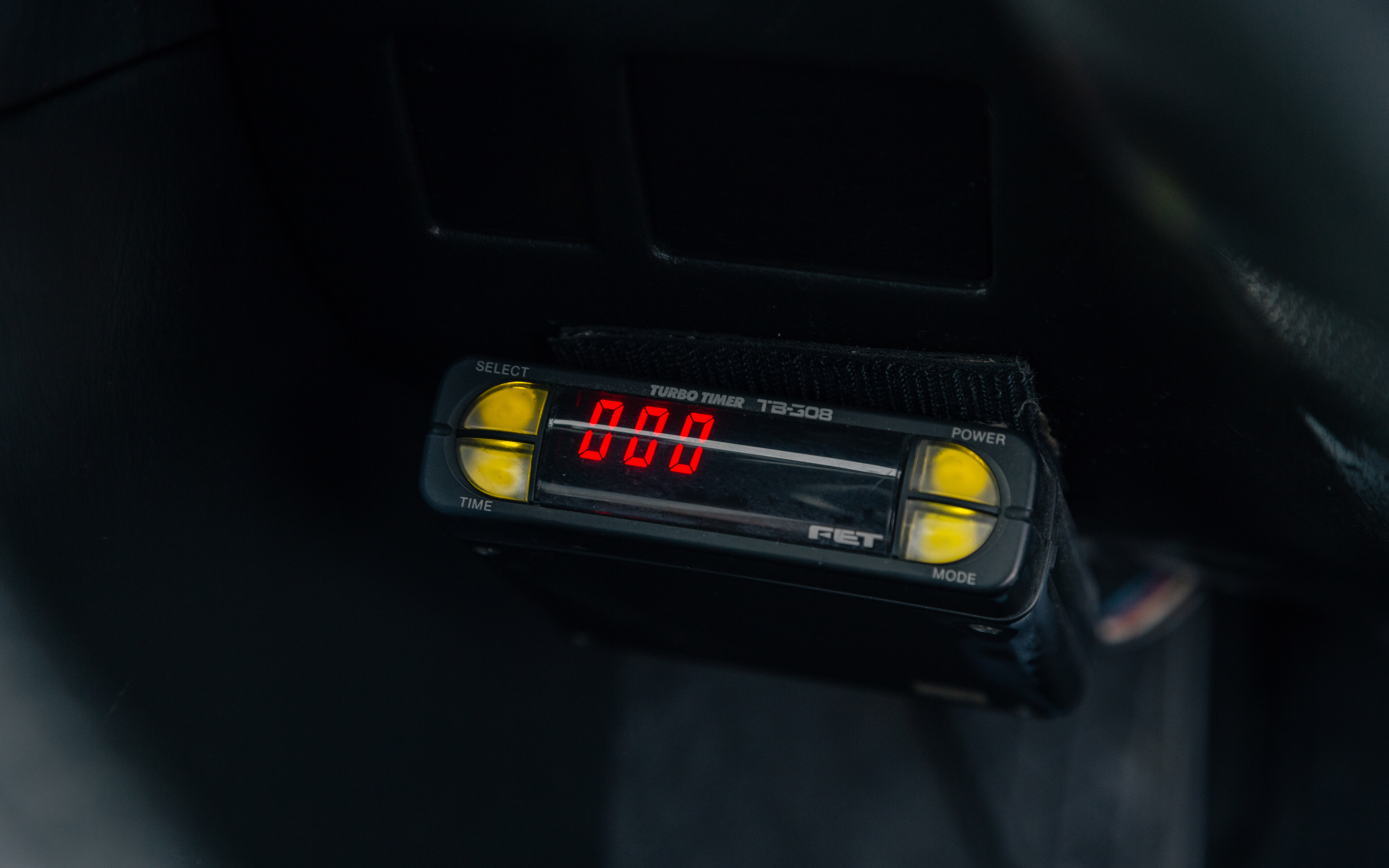
Un Tempoturbo en un Toyota Celica GT-Four

Un tempoturbo (conocido como turbo timer en inglés) es un dispositivo diseñado para mantener un motor de automóvil en marcha durante un periodo de tiempo preestablecido, con el fin de refrigerarlo y evitar enfriamientos prematuros de componentes que puedan alcanzar altas temperaturas, como el turbo. Tras un periodo de conducción en el que el turbocompresor ha entrado en funcionamiento, es importante dejar el motor en marcha un pequeño periodo de tiempo para que descanse y permita que el compresor refrigere, reduciendo las temperaturas del gas tanto en el sistema de escape como el de admisión. A su vez, el aceite de motor que lo lubrica, circulará adecuadamente para que la turbina no lo queme directamente.
Sin embargo, en los vehículos con turbo más modernos, esto ya no es necesario, ya que se asegura de que el coche no produzca ningún turbo (durante la conducción) varios minutos antes de quitar el contacto.
La mayoría de tempoturbos constan de una electrónica digital.
Los tempoturbos se pueden desactivar generalmente con un interruptor externo, que normalmente está relacionado con el freno de mano.